# Juan José Asensio Alonso
Juan José Asensio Alonso (Águilas, Región de Murcia, España, 31 de agosto del 1985), deportivamente conocido como Juanjo Asensio, es un exjugador y entrenador de fútbol español que actualmente está sin equipo tras dirigir al Atlético Pulpileño.

## Trayectoria

### Como jugador
Juanjo jugaba de lateral derecho y se formó en las categorías inferiores del Real Murcia CF y tras pasar por su filial y una experiencia en el club suizo del Lancy FC, jugaría en diversos equipos de la Segunda División de España y Tercera División de España como CD Puertollano, CF Villanovense, Águilas CF, Mazarrón FC, Ciudad de Lorquí C. F. y Águilas FC, donde se retiró en 2014.

### Como entrenador
Tras colgar las botas, pasó a ser entrenador en las categorías inferiores del Club Deportivo Molinense.
El 22 de junio de 2018, firma como entrenador del Mazarrón FC de la Tercera División de España, al que dirige durante dos temporadas. En la temporada 2019-20, lograría disputar el play-off de Ascenso a Segunda División B de España.
El 15 de diciembre de 2020, firma por el CF Lorca Deportiva de la Segunda División B de España, para reeemplazar a Iban Urbano.  Juanjo llegaría a Lorca en una situación muy delicada en la tabla y no logró evitar el descenso a Tercera RFEF, pero continuaría dirigiendo al conjunto lorquino en la temporada siguiente. 
El 21 de febrero de 2022, el CF Lorca Deportiva pone fin a la etapa de Juanjo al frente del equipo.
El 22 de noviembre de 2022, tras la destitución de José Luis Loreto, se convierte en entrenador del Club Atlético Pulpileño del Grupo 4 de la Segunda División RFEF. Tras casi 2 años en el cargo, el 3 de octubre de 2023 es destituido en la jornada 4 tras los malos resultados cosechados por el equipo del levante almeriense al comienzo de la campaña 2023/24.

## Clubes

### Como jugador
| Club                                | País   | Año       |
| ----------------------------------- | ------ | --------- |
| Real Murcia Imperial Club de Fútbol | España | 2003-2004 |
| CD Puertollano                      | España | 2004-2005 |
| Lancy FC                            | Suiza  | 2005-2006 |
| CF Villanovense                     | España | 2006-2007 |
| Águilas CF                          | España | 2007-2008 |
| Mazarrón FC                         | España | 2008      |
| Ciudad de Lorquí C. F.              | España | 2008-2009 |
| Águilas CF                          | España | 2009-2010 |
| Águilas FC                          | España | 2010-2014 |

### Como entrenador
| Club                    | País   | Año       |
| ----------------------- | ------ | --------- |
| Mazarrón FC             | España | 2018-2020 |
| CF Lorca Deportiva      | España | 2020-2022 |
| Club Atlético Pulpileño | España | 2022-2023 |